# شارل گیوم الکساندر بورژوا

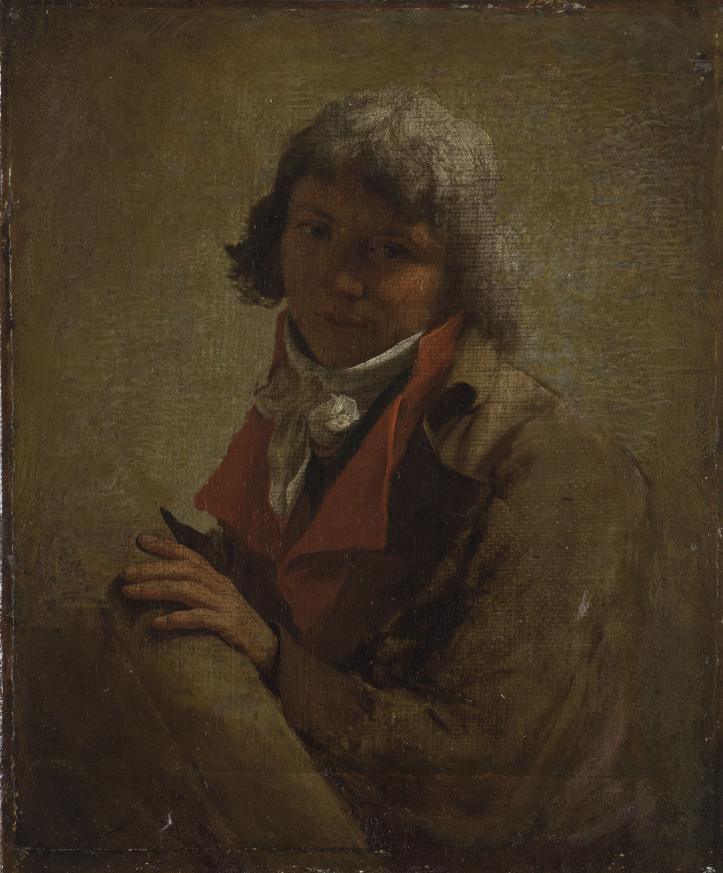

چارلز گویلام الکساندر بورژوا (انگلیسی: Charles Guillaume Alexandre Bourgeois؛ زاده ۱۶ دسامبر ۱۷۵۹ – درگذشته ۷ مهٔ ۱۸۳۲) یک نقاش، و فیزیک‌دان اهل فرانسه بود.

## نگارخانه

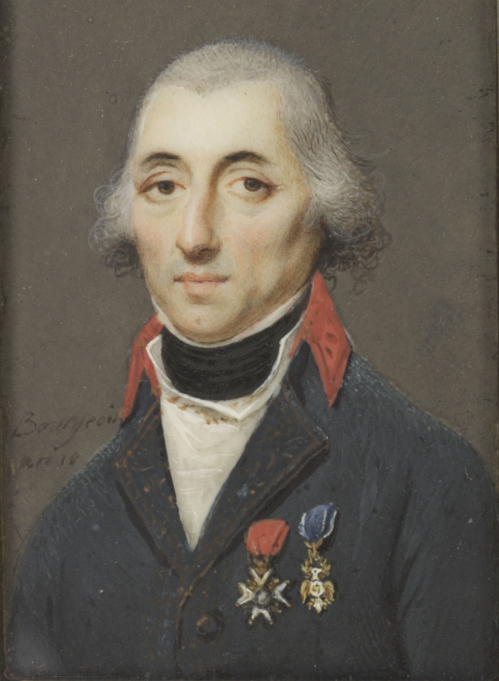